# Massala imitans
Massala imitans är en fjärilsart som beskrevs av Druce. Massala imitans ingår i släktet Massala och familjen nattflyn. Inga underarter finns listade i Catalogue of Life.